# Bruno Walter (Politiker, 1963)
Bruno Walter (* 1963) ist ein deutscher Kommunalpolitiker (CDU). Er war von 2007 bis 2023 Bürgermeister von Tettnang.

## Leben
Walter ist Mitglied der CDU. Beim ersten Wahlgang der Bürgermeisterwahl in Tettnang am 18. März 2007 erhielt er 46,9 Prozent der Stimmen. Bei der Neuwahl am 1. April 2007 wurde er schließlich mit 97,6 Prozent der Stimmen zum Bürgermeister gewählt. Er trat das Amt am 1. Juni 2007 an. Am 15. März 2015 wurde er mit 84,8 Prozent der Stimmen für eine zweite Amtszeit wiedergewählt. Bei der Bürgermeisterwahl 2023 kandidierte er nicht erneut. Er schied Ende Mai 2023 aus dem Amt. Ihm folgte Regine Rist nach.
Walter ist verheiratet und hat zwei Kinder.